# Annona haematantha
Annona haematantha är en kirimojaväxtart som beskrevs av Friedrich Anton Wilhelm Miquel. Annona haematantha ingår i släktet annonor, och familjen kirimojaväxter. Inga underarter finns listade i Catalogue of Life.